# Чемпионат мира по академической гребле 1993
23-й чемпионат мира по академической гребле прошёл с 30 августа по 5 сентября 1993 года в Рачице (Чехия). В нём принял участие 961 гребец из 42 стран. Программа чемпионата включала в себя розыгрыш наград в 23 дисциплинах.

## Медалисты

### Мужчины
| Дисциплина                | Золото | Золото  | Серебро | Серебро | Бронза | Бронза  |
| ------------------------- | --- | ------- | --- | ------- | --- | ------- |
| Одиночки M1x              | Дерек Портер Канада | 6:59,03 | Вацлав Халупа Чехия | 7:00,56 | Томас Ланге Германия | 7:04,35 |
| Двойки парные M2x         | Франция · Самюэль Барате · Ив Ламарк | 6:24,69 | Норвегия · Ларс Бьоннесс · Рольф Торсен | 6:28,42 | Германия · Кристиан Хендле · Петер Уриг | 6:29,03 |
| Двойки без рулевых M2-    | Великобритания · Мэттью Пинсент · Стивен Редгрейв | 6:36,98 | Германия · Детлеф Кирхгофф · Ханс Зенневальд | 6:38,51 | Словения · Изток Чоп · Денис Жвегель | 6:39,58 |
| Двойки с рулевыми M2+     | Великобритания · Грегори Сирл · Джонатан Сирл · Гарри Херберт (рул) | 7:01,50 | Италия · Кармине Аббаньяле · Джузеппе Аббаньяле · Джузеппе Ди Капуа (рул)                                                                                     | 7:03,59 | Германия · Михаэль Петер · Томас Воддов · Куно Хоххут (рул) | 7:04,91 |
| Четвёрки парные M4x       | Германия · Андреас Хайек · Андре Штайнер · Штефан Фолькерт · Андре Вилльмс                                                                                                   | 5:43.99 | Украина · Александр Марченко · Леонид Шапошников · Николай Чуприна · Александр Заскалько                                                                      | 5:46,25 | Италия · Алессандро Корона · Джанлука Фарина · Россано Гальтаросса · Массимо Парадизо                                                                                    | 5:47,07 |
| Четвёрки без рулевых M4-  | Франция · Мишель Андриё · Даниэль Фоше · Филипп Ло · Жан-Кристоф Роллан | 6:04,54 | Польша · Войцех Янковский · Мацей Ласицкий · Яцек Штрайх · Томаш Томяк                                                                                        | 6:06,63 | США · Томас Борер · Шон Холл · Джеффри Клепацки · Джеймс Нейл | 6:08,50 |
| Четвёрки с рулевыми M4+   | Румыния · Дорин Алупей · Юликэ Руйкан · Николае Цага · Виорел Талапан · Марин Георге (рул)                                                                                   | 6:14,64 | Чехия · Петр Блеха · Михал Далецкий · Иржи Шефчик · Павел Сокол · Олдржих Гейдушек (рул)                                                                      | 6:17,50 | Германия · Штефан Форстер · Марк Кляйншмидт · Ульрих Виферс · Марк Вебер · Гвидо Гросс (рул)                                                                             | 6:17,78 |
| Восьмёрки M8+             | Германия · Роланд Бар · Петер Хёльценбайн · Андреас Люткефельс · Франк Рихтер · Штефан Шольц · Мартин Штеффес · Торстен Штрепельхоф · Колин Эттингсхаузен · Петер Тиде (рул) | 5:37,08 | Румыния · Дорин Алупей · Василе Мэстэкан · Василе Нэстасе · Корнел Немцок · Валентин Робу · Юликэ Руйкан · Виорел Талапан · Йоан Визитиу · Марин Георге (рул) | 5:39,33 | США · Джонатан Браун · Уильям Касл · Фредрик Хонбейн · Джеймс Ковен · Томас Мюррей · Майкл Петерсон · Уильям Портер · Дональд Смит · Стивен Сегалофф (рул)               | 5:41,47 |
| Лёгкий вес                | |         | |         | |         |
| Одиночки LM1x             | Питер Хайнинг Великобритания | 7:05,34 | Стивен Хокинс Австралия | 7:06,66 | Пепейн Ардевейн Нидерланды | 7:07,70 |
| Двойки парные LM2x        | Австралия · Брюс Хик · Гэри Лайна | 6:20,64 | Швейцария Маркус Гир Михаэль Гир | 6:20,73 | Италия · Франческо Эспозито · Паоло Питтино | 6:21,94 |
| Двойки без рулевых LM2-   | Испания · Фернандо Климент · Фернандо Молина | 6:39,34 | Россия · Владимир Митюшев · Александр Устинов | 6:40,77 | Германия · Штефан Фариг · Херберт Фогт | 6:40,79 |
| Четвёрки парные LM4x      | Австрия · Гернот Фадербауэр · Вальтер Рантаза · Кристоф Шмёльцер · Вольфганг Зигль                                                                                           | 5:49,30 | Германия · Клаус Гётте · Франк Гюндер · Андреас Лутц · Бернхард Рюлинг · Италия · Микеланджело Криспи · Энрико Гандола · Массимо Лана · Ивано Дзасио          | 5:51,00 | не присуждалась |         |
| Четвёрки без рулевых LM4- | США · Томас Битхэм · Мэттью Коллинз · Кристофер Кербер · Джонатан Мосс | 6:03,27 | Швейцария Маркус Фойзи Рето Фирц Николаи Керн Хуберт Вагнер                                                                                                   | 6:03,99 | Италия · Сабино Белломо · Франческо Каттанео · Данило Фраквелли · Альфредо Стриани                                                                                       | 6:04,59 |
| Восьмёрки LM8+            | Канада · Дэвид Бойс · Кристофер Куксон · Роберт Фонтейн · Гэвин Хассетт · Джеффри Лэй · Брайан Пикер · Питер Соммервиль · Брайан Томпсон · Патрик Ньюман (рул)               | 5:39,17 | Дания · Бо Андерсен · Свенд Блицков · Эскильд Эббесен · Нильс Хенриксен · Йеппе Йенсен · Якоб Мейер · Томас Поульсен · Бо Вестергор · Стефен Мастерс (рул)    | 5:41,25 | Италия · Энрико Барбаранелли · Карло Гадди · Карло Гранде · Паскуале Марильяно · Леонардо Петтинари · Паоло Рамони · Фабрицио Раньери · Андреа Ре · Гаэтано Януцци (рул) | 5:41,53 |

### Женщины
| Дисциплина              | Золото | Золото  | Серебро | Серебро | Бронза | Бронза  |
| ----------------------- | --- | ------- | --- | ------- | --- | ------- |
| Одиночки W1x            | Яна Тиме Германия | 7:26,00 | Марни Макбин Канада | 7:27,42 | Трине Хансен Дания | 7:28,14 |
| Двойки парные W2x       | Новая Зеландия · Филиппа Бейкер · Бренда Лоусон | 7:03,42 | Германия · Катрин Борон · Керстин Кёппен | 7:05,61 | Болгария · Галина Каменова · Даниела Оронова | 7:07,26 |
| Двойки распашные W2-    | Франция · Элен Кортен · Кристин Госсе | 7:24,74 | Австралия · Элисон Дэвис · Виктория Тугуд | 7:27,21 | США · Элизабет Маккаг · Мэри Маккаг | 7:27,65 |
| Четвёрки парные W4x     | Китай · Цао Мяньин · Гу Сяоли · Лю Сижун · Чжан Сююнь | 6:21,07 | Германия · Даниела Молле · Керстин Мюллер · Кристина Мундт · Ангела Шустер                                                                              | 6:24,31 | США · Рут Дэвидон · Серена Эдди-Молтон · Мишель Нокс-Залум · Моника Тренел                                                                                     | 6:33,98 |
| Четвёрки распашные W4-  | Китай · Пэй Цзяюнь · Ван Шуцзюань · Чжоу Ясинь · Цзин Яньхуа                                                                                                  | 6:42,06 | США · Эми Фуллер · Мелисса Айверсон · Энн Какела · Кэтрин Скэнлон                                                                                       | 6:42,72 | Канада · Шеннон Кроуфорд · Джули Платт · Келли Мэхон · Эмма Робинсон                                                                                           | 6:43,32 |
| Восьмёрки W8+           | Румыния · Юлия Бобейкэ · Йоана Олтяну · Вьорика Некулаи · Вероника Кокеля · Констанца Бурчикэ · Фэника Костя · Дойна Игнат · Дойна Робу · Кристина Илие (рул) | 6:18,88 | США · Дженнифер Дор · Катриона Фэллон · Эми Фуллер · Энн Какела · Мелисса Айверсон · Элизабет Маккаг · Мэри Маккаг · Кэтрин Скэнлон · Ясмин Фарук (рул) | 6:20,42 | Германия · Катрин Хаккер · Андреа Клафек · Микаэла Шмидт · Антье Хайлиг · Дана Пириц · Антье Рехаг · Уте Вагнер · Кристиане Харцендорф · Даниэла Нойнаст (рул) | 6:21,52 |
| Лёгкий вес              | |         | |         | |         |
| Одиночки LW1x           | Мишель Дарвилл Канада | 7:47,14 | Лаурин Вермульст Нидерланды | 7:51,37 | Метте Блох Дания | 7:52,52 |
| Двойки парные LW2x      | Канада · Коллин Миллер · Венди Уибе | 6:59,74 | Китай · Ли Фэй · Фан Ван | 7:01,33 | Нидерланды · Эллен Мелиси · Синди Рип | 7:01,66 |
| Четвёрки распашные LW4- | Великобритания · Элисон Браунлесс · Энн Мэри Фелпс · Джейн Холл · Тоня Уильямс                                                                                | 6:45,30 | Канада · Нори Дубенен · Трейси Дункан · Морин Гарриман · Рэйчел Старр                                                                                   | 6:48,87 | США · Барбара Бирн · Даника Харрис · Александра Овери · Элисон Шоу                                                                                             | 6:49,47 |

## Командный зачёт
| Место | Страна         | Золото | Серебро | Бронза | Всего |
| ----- | -------------- | ------ | ------- | ------ | ----- |
| 1     | Канада         | 4      | 2       | 1      | 7     |
| 2     | Великобритания | 4      | 0       | 0      | 4     |
| 3     | Германия       | 3      | 4       | 6      | 13    |
| 4     | Франция        | 3      | 0       | 0      | 3     |
| 5     | Китай          | 2      | 1       | 0      | 3     |
| 5     | Румыния        | 2      | 1       | 0      | 3     |
| 7     | США            | 1      | 2       | 5      | 8     |
| 8     | Австралия      | 1      | 2       | 0      | 3     |
| 9     | Австрия        | 1      | 0       | 0      | 1     |
| 9     | Испания        | 1      | 0       | 0      | 1     |
| 9     | Новая Зеландия | 1      | 0       | 0      | 1     |
| 12    | Италия         | 0      | 2       | 4      | 6     |
| 13    | Чехия          | 0      | 2       | 0      | 2     |
| 13    | Швейцария      | 0      | 2       | 0      | 2     |
| 15    | Дания          | 0      | 1       | 2      | 3     |
| 15    | Нидерланды     | 0      | 1       | 2      | 3     |
| 17    | Норвегия       | 0      | 1       | 0      | 1     |
| 17    | Польша         | 0      | 1       | 0      | 1     |
| 17    | Россия         | 0      | 1       | 0      | 1     |
| 17    | Украина        | 0      | 1       | 0      | 1     |
| 21    | Болгария       | 0      | 0       | 1      | 1     |
| 21    | Словения       | 0      | 0       | 1      | 1     |
| Всего | Всего          | 23     | 24      | 22     | 69    |

 Страна — хозяйка соревнований